# Българи в Тесалия
Българите в Тесалия или тесалийските българи са българско население, обитавало географската област Тесалия в днешна Гърция. Тяхната история е част от историята на българската общност в Гърция.

## История

### IX-XII в.
IV Цариградски поместен събор (870 г.) разисква въпроса за църковното ведомство над българите. Папските пратеници казват, че преди, към подвластните на папата земи, спадали „двата Епира, новия и стария, цяла Тесалия и Дардания, чиято страна се нарича България по името на тези българи“. Отбелязва се също, че българите „задържат страната толкова години, тъй като я завладяха, покорявайки си я според варварското право“.
По времето на царете Симеон, Петър и Самуил (X-XI в.) Тесалия е в пределите на българската държава.
В указите си от ок. 1020 г., осигуряващи правата на Охридската (Българската) архиепископия, Василий II Българоубиец включва в пределите ѝ Северна Тесалия.
Въстанието на Петър Делян от 1040 г. обхваща големи области (от Срем и Белград чак до Тива, т.е. Беотия), като Тесалия също е в освободените земи.
През 1066 г. отново се надига въстание на българи и власи в Тесалия. Предводител е градоначалникът на Лариса – Никулица Делфина, с участието на Боривой Влаха и Славота Карамалак, споменати в „Стратегикон“ (ок. 1072 г).
Йоан Цеца в XII в. казва: „и тогава всички пристигнаха в Авлида с кораби, и заедно с тях Ахил, синът на Пелей и на Тетида, дъщерята на философа Хирон, водейки войска от хуни-българи-мирмидонци на брой 2500“. Древногръцкото митично племе мирмидонци населявало Тесалия. Затова повечето историци виждат това тяхно отъждествяване с българите като свидетелство, че последните през XII в. вече плътно били заселили областта.

### XIII-XV в.
По времето на цар Иван Асен II (1190 – 1241) Тесалия отново влиза в състава на българската държава.
През 1336 г. император Андроник III Палеолог издава указ за правата на епископия Стагийска (дн. Каламбака) на Охридската архиепископия, от който става ясен съставът на тогавашното население: „...Всички духовници, които са под властта на светата епископия, както и жителите, селищата, манастирите, а също и посветените под нейната област власи, българи и албанци...“. Изброени са редица села с български имена: Дупяни, Лабохово, Черничево, Слатина, Буковик, Мелово, Сушица, Гребено, Козяк, Тръбухиница и други.
Секретарят на английското посолство в Цариград Дейвид Ъркхарт (1839 г.) привежда турско известие, според което през 1423 г. тесалийските българи опустошавали страната и дори един техен княз сполучил да вземе града Лариса. Гърците извикали на помощ скопския военачалник Турахан бей, който с войска от 5000 турци превзел града. Българите обаче успели да избягат и техният княз се оттеглил в Метеора, където основал един от манастирите.

### XIX-XX в.
В труда си „Древните и сегашните българи“ (1829) руският учен Юрий Венелин описва жилищата на съвременните му българи: „Населението на Тесалия се състои от власи, българи, турци, гърци“.
В друг свой труд – „Граматика на днешното българско наречие“ (1834), Венелин споменава, че българите населяват „цяла Македония, която е известна под името Стара България. Българи живеят и в няколко области в Албания и Тесалия“.
Според българския историк Йордан Иванов, „погърчването на будните тесалийски българи ще да е станало доста по-късно, може би преди едно-две столетия“, т.е. през XVIII–XIX век.
Свидетелствата за тесалийските българи обаче достигат дори до края на XIX в. През 1850 г. Калина Стойку от село Алмира до гр. Ипати в Южна Тесалия изпраща писмо до Александър Екзарх (в Цариград), в което проси неговото ходатайство за затворения си син Константин Стойку. В писмото са включени и подписите на селски първенци: Мито, Нечко, Личо, Лало, Димо и пр.
Руският генерал-майор и военен историк Иван Липранди в съчинението си „Източният въпрос и България“ (1868), във връзка с жилищата на българите казва: „За Македония не говоря: тя е обитавана от българите, на които е принадлежала; в нея живеят само малка част от гърците; тук живеят и куцо-власите или цинцарите, но те са много повече в Тесалия, която е наполовина населена от гърци с българи, общо до милион и половина“.
През 1881 г. кралство Гърция присъединява Тесалия по силата на Цариградския договор, с изключение на областта около Еласона, в пределите си. През 1912 г. е превзета и областта на Еласона.

## Българска топонимия в Тесалия
В труда си „Славяните в Гърция“ (1941 г.), немският езиковед Макс Фасмер съставя списъци с български географски названия (топоними) от различните краища на днешна Гърция, и обяснения на техния произход. За Тесалия той съставя списък с 330 български имена из областите ѝ (Трикала и Кардица; Лариса, Фтиотида, Магнисия). Българската принадлежност на имената се разбира от езиковите им особености, например присъствието на съчетанието -жд, -шт (от *-dj, *-tj), което е присъщо на българския, но не и на сръбския език. Топонимите се използват и за изучаването на старобългарския език. Друго свидетелство за българското им естество и въобще на славянските поселения в местността, е наличието на имена като Βουλγάρα, Βούλγαρης, Βουλγαρινή, съдържащи народното име „българи“.
Примери за български географски названия в Тесалия са: Βελίτσα (Белица), Βιστρίτσα (Бистрица), Βοϊβόδα (Войвода), Γορίτσα (Горица), Ζαγορᾶ (Загора), Μποκοβικόν (Буковик), Ὄστροβος (Остров), Σκλάταινα (Слатина), Σκλήβαινον (Сливен), Τύρνοβας (Търново) и много други.
Макар и не всички, много от българските названия днес са променени от гръцкото правителство, а използването на старинните имена е наказуемо според гръцкото законодателство. Според данни на Института за новогръцки изследвания в Атина, през XX в. в Тесалия са сменени 487 географски названия от негръцки произход.